# Вепр (автомобіль)
ВЕПР (автомобіль Високо-Ефективної ПРохідності) — експериментальний автомобіль, розробником якого є ВАТ «Кременчуцьке автотранспортне підприємство № 15356» (Кременчук) та «Iveco-Мотор-Січ» (Запоріжжя).

## ВЕПР-К «Командир»
ВЕПР-Командир (покращений варіант) має прилади радіоборотьби для подавлення майже всіх видів хвиль радіонаведення на ціль — ракет, літаків і т. д. Крім того, машина оснащена 10-міліметровою бронею, і куля калібру 7,62, за словами Володимира Пилипенко, «відскакує від нього, як листя».
ВЕПР-К «Командир» — автомобіль нового класу «вантажівка пасажирська» високої прохідності з колісною формулою 4х4 загального та спеціального призначення, для використання в державних структурах: армії, прикордонних військах, підрозділах МНС, міліції, спецслужбах, нафтогазової промисловості, банківський системі, охоронних службах. Автомобіль призначений для перевезення людей та додаткового вантажу, для установки спеціального обладнання та бронювання. Здатний буксирувати різні причепи загальною масою до 2,5 т.
Автомобіль розрахований на експлуатацію при температурі навколишнього середовища від −50 °C до +50 °C, в районах, розташованих на висоті до 3000 м над рівнем моря (при відповідному зменшені тягово-динамічних властивостей автомобіля), на дорогах загального користування, бездоріжжі та на місцевості різної складності.
Незалежна підвіска коліс, високий кліренс, колісні редуктори, герметичні гальмівні барабани, централізована система керування повітрям в шинах та ін. забезпечать надійну роботу автомобіля при русі у важких дорожніх умовах, по піску, сніговій цілині, болотистій місцевості, бродам в умовах з наявністю перешкод та різних загороджень.
Базова модель автомобіля ВЕПР-К може виготовлятися з різними типами кузова:
універсал;
кабріолет;
пікап;
вантажно-пасажирський пікап;
фаетон.

### Технічні параметри
- довжина — 5,3 метрів
- ширина — 2,5 метра
- висота — 2,1 метра
- вага — 3,350 т
- вантажопідйомність — 2,0 т
- максимальна швидкість — 140 км/год
- двигун 8-циліндровий IVECO класу «Euro 2»
- потужність — 136 к.с.
- витрата палива: на 100 кілометрів — 12 літрів дизельного палива

У автомобілі пневматична, з підкачкою підвіска, що дозволяє натисненням кнопки змінювати відстань днища майже на 60 сантиметрів над асфальтом. Існує можливість і індивідуальної підкачки пневмоциліндру одного колеса.
Презентація автомобіля відбулася 13 березня 2006 року.
За попередніми даними для українських покупців вартість автомобіля складатиме 70-80 тисяч доларів США, для іноземних — від 100 тисяч доларів США.

## ВЕПР-С «Спеціальний»
Базова модель броньованого автомобіля ВЕПР-С «Спеціальний» колісної формули 4х4, розроблена за технічним завданням підприємства — замовника, що спеціалізується по виробництву систем радіоелектронного захисту. Використовується в складі сучасного технічного комплексу спеціального призначення для розміщення і транспортування системи «Мандат Б1Е».
ВЕПР-С «Спеціальний» створений на базі модульного шасі автомобілів сімейства ВЕПР, на яке встановлюється суцільнометалевий броньований корпус закритого типу «кабіна — кунг», має захист від бронебійних куль калібру 7,62 мм. Здатний буксирувати причіп, повною масою до 3,5 т. Кабіна обладнана двома лобовими і двома боковими на дверях вікнами з куленепробивним склом такого ж класу захисту. Кунг має одну праву бокову і дві задні двері.
Незалежна підвіска коліс, високий кліренс, колісні редуктори, герметичні гальмівні барабани, централізована система керування повітрям в шинах та ін. забезпечують надійну роботу автомобіля під час руху у важких дорожніх умовах, по піску, сніговій цілині, болотистій місцевості, бродам з наявністю різних перешкод.
Область застосування. ВЕПР-С «Спеціальний» з необхідними доробками може використовуватися як бойовий так і допоміжний бронеавтомобілі: штабний, розвідувальний (хімічної і радіаційної розвідки), мінний загороджувач, санітарний, радіозв'язку, патрульний, бронеавтобус для передислокації особового складу і евакуації мирного населення в умовах бойових дій, для перевезення особливо цінних вантажів, інкасації в банківській системі..

## ВЕПР-М «Мисливець»
Вантажний автомобіль високої прохідності. Вантажопідйомність 4,5 тонн.

## ВЕПР-К «Спорт»
Полегшена спортивна версія ВЕПР-К з незалежною підвіскою і більш потужним двигуном.

## Військові оператори
- Україна — невідома кількість машин ВЕПР-С "Спеціальний", включно з комплексом "Мандат".
- Грузія — в травні 2008 року поставлена одна броньована машина ВЕПР-С "Спеціальний", оснащена системами радіоелектронного придушення.
- Греція — в травні 2008 року поставлена одна броньована машина ВЕПР-С "Спеціальний", оснащена системами радіоелектронного придушення.